# Liste der längsten Drehbrücken

Funktion einer Drehbrücke am Beispiel der Government Bridge über den Mississippi in Davenport (rotierbarer Fachwerkträger mit 111 m Länge)

Die Liste der längsten Drehbrücken führt die weltweit längsten Drehbrücken auf. Diese können aus einem oder zwei drehbaren Brückenträgern bestehen und sind zudem meist Bestandteil von Brückenbauwerken mit weiteren festen Brückenfeldern. Die Aufnahme in die Liste sowie deren Sortierung erfolgt nach der Gesamtlänge der drehbaren Träger und nicht nach der Gesamtlänge der Brückenbauwerke. Nicht mehr vorhandene oder ersetzte Drehbrücken sind ebenfalls gelistet (Tabellenzeilen grau hinterlegt, auch bei Austausch der Drehbrücke im weiterhin vorhandenen Bauwerk).
Große Drehbrücken fanden mit der Entwicklung von langen Fachwerkträgern ab der Mitte des 19. Jahrhunderts vermehrt Anwendung und wurden bis zur Einführung von großen Klappbrücken und Hubbrücken, die keinen Strompfeiler in der Mitte benötigen, besonders für niedrige Eisenbahnbrücken benutzt. Da bei kreuzendem Verkehr der eine oder der andere Verkehrsstrom unterbrochen werden muss, baute man später vorwiegend hohe Brücken, wo dies nicht mehr nötig ist, und ersetzte einen Großteil der beweglichen Brücken. Die längste Drehbrücke der Welt ist mit 640 Metern die El-Ferdan-Brücke (2001) über den Suezkanal in Ägypten und die längste in Deutschland ist mit 159 Metern die Kaiser-Wilhelm-Brücke (1907) über den Verbindungshafen in Wilhelmshaven; fünf Meter länger war allerdings die Straßendrehbrücke Rendsburg (1913–1964). Die genannten Brücken wurden mit je zwei rotierbaren Brückenträgern konstruiert, womit jeweils eine größere lichte Weite für den Schiffsverkehr erreicht werden konnte. Die längste Drehbrücke mit nur einem drehbaren Träger hat eine Länge von 160 Meter und ist Teil der Fort Madison Toll Bridge (1927) über den Mississippi in den USA. Über den wichtigen Transportweg Mississippi wurden Ende des 19. Jahrhunderts die weltweit meisten Drehbrücken mit Längen von über 100 Meter errichtet; viele von ihnen sind bis heute in Betrieb.

## Kriterien
Die Gesamtlänge der rotierbaren Brückenträger muss gerundet mindestens 100 Meter betragen; bei zwei drehbaren Trägern ist die Länge mit „2 × Einzelträger“ angegeben. Die Länge der Träger ist nicht zu verwechseln mit der Spannweite (Abstand zwischen zwei Auflagern; bei Drehbrücken im geschlossenen Zustand jeweils an den Enden und im Mittelteil der drehbaren Träger) oder dem Pfeilerachsabstand bzw. der lichten Weite für den Schiffsverkehr.

## Liste der Drehbrücken
Die Liste erhebt keinen Anspruch auf Vollständigkeit, da nicht ausgeschlossen werden kann, dass weitere Brücken entsprechend der Kriterien existierten oder existieren; eine fortlaufende Vervollständigung wird angestrebt. Aufnahme fanden nur Brücken, deren Angaben durch wissenschaftliche Publikationen, HAER-Dokumentationen oder vertrauenswürdige Internetquellen referenzierbar sind.
- Name: Name der Brücke entsprechend dem Lemma in der deutschsprachigen Wikipedia.
- überbrückt: Name des Flusses, Hafenbeckens oder der Bucht, den die Brücke überspannt.
- Drehbrücke(n):
  - Länge: Länge der Drehbrücke(n), wobei sich die Angabe auf die Länge der rotierbaren Brückenträger bezieht. Sind die Längen von Vorgängerbauwerken bekannt, stehen diese in Klammern darüber.
  - Ausführung: Konstruktionsform des Tragwerks der Drehbrücke.
  - Lager: Art des Lagers der Drehbrücke auf dem der Brückenträger rotiert; RK = Rollenkranzlager, ML = Mittellager (in der Regel Gleitlager oder Königszapfen).
- Gesamtlänge: Gesamtlänge der Brücke zwischen den Widerlagern. Wenn die genaue Länge in den Quellen nicht angegeben ist, wird diese als ungefähre Angabe mit ca. markiert (teilweise mit der Entfernungsmessung bei Google Maps ermittelt).
- Fertigstellung: Jahr der Fertigstellung der Brücke. Planungs- und Baubeginn können mehrere Jahre davor liegen. Bei Umbauten sowie späteren Neubauten ist in Klammern das Jahr der ursprünglichen Errichtung bzw. des Neubaus angegeben (die Sortierung erfolgt hier nach dem aktuellen bzw. letzten Bauwerk).
- Stilllegung / Abriss: Jahr der Stilllegung der Brücke (bzw. Drehbrücke = DB). Wenn die Konstruktion später abgerissen oder die Drehbrücke durch eine andere Bauform einer beweglichen Brücke ersetzt wurde und somit nicht mehr vorhanden ist, so ist dieses Jahr angegeben und die Zeile in einem dunkleren Grau hervorgehoben.
- Nutzung / Status: (Ursprüngliche) Nutzung als Eisenbahnbrücke, Straßenbrücke oder Fußgängerbrücke (teilweise als Kombination der Verkehrswege).
- Gleise / Fahrstreifen: Anzahl der Gleise und Fahrstreifen, bei einer ehemaligen Straßennutzung sind die Fahrstreifen in Klammern angegeben.
- Ort: Nächstgelegene Stadt oder die Region in der die Brücke errichtet wurde, mit Bundesstaat bzw. Bundesland.
- Koordinaten: Koordinaten der Brücke
- Land: Das entsprechende Land in ISO-3166-ALPHA-3-Code.

Tabellenzeilen von nicht mehr vorhandenen oder ersetzten Drehbrücken (auch in weiterhin vorhandenen Bauwerken) sind in einem dunkleren Grau hinterlegt. Die Angaben zu Brücken, die noch keinen Artikel in der deutschsprachigen Wikipedia haben, sind durch die unter Name angeführten Einzelnachweise referenziert. Zudem sind fehlende Angaben in vorhandenen Hauptartikeln hier ebenfalls referenziert.
| Foto | Name                                                      | überbrückt                               | Drehbrücke(n)                    | Drehbrücke(n)             | Drehbrücke(n)   | Gesamtlänge in m | Fertig- stellung         | Stilllegung / Abriss | Nutzung / Status                   | Gleise / Fahrstreifen              | Ort                                     | Koordinaten                       | Land    |
| Foto | Name                                                      | überbrückt                               | Länge in m                       | Ausführung                | Lager           | Gesamtlänge in m | Fertig- stellung         | Stilllegung / Abriss | Nutzung / Status                   | Gleise / Fahrstreifen              | Ort                                     | Koordinaten                       | Land    |
| ---- | --------------------------------------------------------- | ---------------------------------------- | -------------------------------- | ------------------------- | --------------- | ---------------- | ------------------------ | -------------------- | ---------------------------------- | ---------------------------------- | --------------------------------------- | --------------------------------- | ------- |
|      | El-Ferdan-Brücke                                          | Suezkanal (alter Westkanal)              | (2 × 105) (2 × 159)2 × 320       | Fachwerkbrücke            | RK              | 640              | (1954) (1963)2001 (2023) | 2014 bis 2023        | Eisenbahn, (Straße)                | 2 /(2)                             | Ismailia, Al-Ismaʿiliyya                | 30.657166666667 32.333722222222   | EGY     |
|      | Neue El-Ferdan-Brücke                                     | Suezkanal (neuer Ostkanal)               | 2 × 320                          | Fachwerkbrücke            | ?               | 640              | 2023                     | —                    | Eisenbahn                          | 2 / –                              | Ismailia, Al-Ismaʿiliyya                | 30.655388888889 32.34475          | EGY     |
|      | George P. Coleman Memorial Bridge                         | York River (Virginia)                    | 2 × 152                          | Fachwerkbrücke            | ML              | 1140             | 1952 (1995)              | —                    | Straße                             | – / 4                              | Yorktown, Virginia                      | 37.242611111111 -76.507           | USA     |
|      | Spokane Street Bridge                                     | Duwamish River                           | 2 × 126                          | Kastenträgerbrücke        | ML              | ca. 600          | 1991                     | —                    | Straße                             | – / 2                              | Seattle, Washington                     | 47.571388888889 -122.35330555556  | USA     |
|      | Odins Bro                                                 | Odense-Kanal                             | 2 × 97                           | Hängewerk                 | ML+ GL-Ring (b) | 900              | 2014                     | —                    | Straße                             | – / 4                              | Odense, Region Syddanmark               | 55.4225 10.380555555556           | DNK     |
|      | Pont National (Brest)                                     | Penfeld                                  | 2 × 87                           | Fachwerkbrücke            | ?               | 253              | 1861                     | 1944                 | Straße (zerstört)                  | – / 2                              | Brest, Finistère                        | 48.384361111111 -4.4964722222222  | FRA     |
|      | Straßendrehbrücke Rendsburg                               | Nord-Ostsee-Kanal                        | (92) 2 × 82                      | Fachwerkbrücke            | ML              | 164              | (1895) 1913              | 1964                 | Straße, Eisenbahn (a) (abgerissen) | (1)/ 2                             | Rendsburg, Schleswig-Holstein           | 54.290527777778 9.6639166666667   | DEU     |
|      | Fort Madison Toll Bridge                                  | Mississippi River                        | (122) 160                        | Fachwerkbrücke            | RK+ML           | 1020             | (1887) 1927              | —                    | Eisenbahn, Straße                  | 2 / 2                              | Fort Madison, Iowa                      | 40.625111111111 -91.293916666667  | USA     |
|      | Kaiser-Wilhelm-Brücke                                     | Verbindungshafen                         | 2 × 79,5                         | Fachwerk- und Hängebrücke | ?               | 159              | 1907                     | —                    | Straße                             | – / 1                              | Wilhelmshaven, Niedersachsen            | 53.513611111111 8.1352777777778   | DEU     |
|      | Burlington Northern Railroad Bridge 5.1                   | Willamette River                         | 159                              | Fachwerkbrücke            | RK+ML           | 537              | 1908                     | 1989                 | Eisenbahn (DB ersetzt)             | 2 / –                              | Portland, Oregon                        | 45.577305555556 -122.74677777778  | USA     |
|      | Illinois Central Missouri River Bridge                    | Missouri River                           | (158,5) 158,5                    | Fachwerkbrücke            | RK              | 488              | (1893) 1903              | 1980                 | Eisenbahn (stillgelegt)            | 2 / –                              | Omaha, Nebraska                         | 41.278055555556 -95.891111111111  | USA     |
|      | Brug Sas van Gent                                         | Kanal Gent–Terneuzen                     | 154,5                            | Fachwerkbrücke            | ?               | ca. 290          | 1968                     | —                    | Straße                             | – / 2                              | Sas van Gent, Zeeland                   | 51.2295 3.8069444444444           | NLD     |
|      | Thames River Bridge                                       | Thames River (Connecticut)               | 153                              | Fachwerkbrücke            | RK              | ?                | 1889                     | 1943                 | Eisenbahn → Straße (abgerissen)    | 2→2                                | New London, Connecticut                 | 41.363166666667 -72.086333333333  | USA     |
|      | Arthur Kill Bridge                                        | Arthur Kill Creek                        | 151                              | Fachwerkbrücke            | RK              | 244              | 1889                     | 1959                 | Eisenbahn (abgerissen)             | 1 / –                              | Elizabeth, New Jersey                   | 40.637555555556 -74.19525         | USA     |
|      | Duluth–Superior Bridge                                    | Saint Louis River                        | 149                              | Fachwerkbrücke            | RK              | 334              | 1897                     | 1970er               | Eisenbahn, Straße (abgerissen)     | 2 / 2                              | Duluth, Minnesota                       | 46.750472222222 -92.100416666667  | USA     |
|      | Sluiskilbrug                                              | Kanal Gent–Terneuzen                     | 146,5                            | Fachwerkbrücke            | ML              | ca. 280          | 1969                     | —                    | Eisenbahn, Straße                  | 1 / 2                              | Sluiskil, Zeeland                       | 51.29375 3.8355833333333          | NLD     |
|      | Kedzie Avenue CN Railroad Bridge                          | Chicago Sanitary and Ship Canal          | 146                              | Fachwerkbrücke            | RK              | 146              | 1899                     | —                    | Eisenbahn                          | 2 / –                              | Chicago, Illinois                       | 41.83225 -87.702222222222         | USA     |
|      | St. Louis Bay Double Swing Bridge                         | Saint Louis River                        | 129,5 (Nordseite) 146 (Südseite) | Fachwerkbrücke            | ?               | 1019             | 1908                     | 1986                 | Eisenbahn (abgerissen)             | 1 / – (Nordseite) 2 / – (Südseite) | Duluth, Minnesota                       | 46.745972222222 -92.110416666667  | USA     |
|      | Friesenbrücke                                             | Ems                                      | 145                              | Fachwerkbrücke            | RK (d)          | 337              | (1926) 2025              | —                    | Eisenbahn (Brücke noch im Bau)     | 1 / –                              | Weener, Niedersachsen                   | 53.161388888889 7.3725            | DEU     |
|      | Pacific Shortline Bridge                                  | Missouri River                           | 143 (Nordseite) 143 (Südseite)   | Fachwerkbrücke            | RK              | 591              | 1896                     | 1980                 | Eisenbahn, Straße (ersetzt)        | 2 / 2                              | Sioux City, Iowa                        | 42.48725 -96.413638888889         | USA     |
|      | Burlington Northern Railroad Bridge 9.6                   | Columbia River                           | 142                              | Fachwerkbrücke            | ?               | 856              | 1908                     | —                    | Eisenbahn                          | 2 / –                              | Portland, Oregon                        | 45.624694444444 -122.69080555556  | USA     |
|      | St. Joseph Swing Bridge                                   | Missouri River                           | (109) 142                        | Fachwerkbrücke            | ?               | 461              | (1873, 1904) 1918        | —                    | Eisenbahn                          | 1 / –                              | Saint Josep, Missouri                   | 39.753388888889 -94.858305555556  | USA     |
|      | East Haddam Bridge                                        | Connecticut River                        | 140,5                            | Fachwerkbrücke            | ?               | 269              | 1913                     | —                    | Straße                             | – / 2                              | East Haddam, Connecticut                | 41.451722222222 -72.464333333333  | USA     |
|      | Clinton Railroad Bridge                                   | Mississippi River                        | (91) 140                         | Fachwerkbrücke            | RK              | 261              | (1865) 1909              | —                    | Eisenbahn                          | 2 / –                              | Clinton, Iowa                           | 41.836388888889 -90.184722222222  | USA     |
|      | Hafenbrücke (Valencia)                                    | Hafen von Valencia                       | 2 × 70                           | Hängewerk                 | ?               | 140              | 2009                     | —                    | Straße                             | – / 2                              | Valencia, Provinz Valencia              | 39.461027777778 -0.31897222222222 | ESP     |
|      | Coos Bay Railroad Bridge                                  | Coos Bay                                 | 139,5                            | Fachwerkbrücke            | ML              | 931              | 1914                     | —                    | Eisenbahn                          | 1 / –                              | North Bend, Oregon                      | 43.426805555556 -124.23588888889  | USA     |
|      | Alton Bridge                                              | Mississippi River                        | 137                              | Fachwerkbrücke            | RK              | 631              | 1894                     | 1994                 | Eisenbahn (abgerissen)             | 2 / –                              | Alton, Illinois                         | 38.884111111111 -90.184611111111  | USA     |
|      | Portland Passenger Bridge                                 | Connecticut River                        | 137                              | Fachwerkbrücke            | RK              | 396              | 1896                     | 1938                 | Straße (ersetzt)                   | – / 2                              | Portland, Connecticut                   | 41.569166666667 -72.648611111111  | USA     |
|      | Hannibal Bridge                                           | Missouri River                           | (110) 137                        | Fachwerkbrücke            | ?               | 448              | (1869) 1917              | —                    | Eisenbahn (Straße)                 | 2 /(2)                             | Kansas City, Missouri                   | 39.112672222222 -94.588638888889  | USA     |
|      | Chicago and North Western Railroad Bridge                 | Missouri River                           | 136                              | Fachwerkbrücke            | ?               | 625              | 1907                     | —                    | Eisenbahn (DB stillgelegt)         | 1 / –                              | Pierre, South Dakota                    | 44.373611111111 -100.37           | USA     |
|      | Rob Roy Bridge                                            | Arkansas River                           | 135 (Ostseite) 135 (Westseite)   | Fachwerkbrücke            | ?               | ca. 550          | (1883) 1910              | 1970                 | Eisenbahn (DB ersetzt)             | 1 / –                              | Pine Bluff, Arkansas                    | 34.267 -91.912638888889           | USA     |
|      | La Crosse Wagon Bridge                                    | Mississippi River                        | 135                              | Fachwerkbrücke            | ?               | 329              | 1891                     | 1939                 | Straße (ersetzt)                   | – / 2                              | La Crosse, Wisconsin                    | 43.812444444444 -91.259111111111  | USA     |
|      | Rock Island Swing Bridge                                  | Mississippi River                        | 135                              | Fachwerkbrücke            | RK              | 506              | 1895                     | 2009                 | Eisenbahn, Straße (abgerissen)     | 1 / 1                              | Inver Grove Heights, Minnesota          | 44.853333333333 -93.008888888889  | USA     |
|      | Louisiana Railroad Bridge                                 | Mississippi River                        | (135) 135                        | Fachwerkbrücke            | ?               | 726              | (1873) 1898              | —                    | Eisenbahn                          | 1 / –                              | Louisiana, Missouri                     | 39.445527777778 -91.033055555556  | USA     |
|      | Crescent Rail Bridge                                      | Mississippi River                        | 135                              | Fachwerkbrücke            | ?               | 726              | 1899                     | —                    | Eisenbahn                          | 1 / –                              | Davenport, Iowa                         | 41.543055555556 -90.590833333333  | USA     |
|      | Winona Rail Bridge                                        | Mississippi River                        | 134                              | Fachwerkbrücke            | RK              | 847              | 1891                     | 1990                 | Eisenbahn (abgerissen)             | 1 / –                              | Winona, Minnesota                       | 44.044722222222 -91.606666666667  | USA     |
|      | Terminal Bridge                                           | Missouri River                           | 134                              | Fachwerkbrücke            | RK              | 335              | 1894                     | 1987                 | Eisenbahn (abgerissen)             | 1 / –                              | Leavenworth, Kansas                     | 39.317222222222 -94.906666666667  | USA     |
|      | Jefferson City Bridge                                     | Missouri River                           | 134                              | Fachwerkbrücke            | ?               | 532              | 1896                     | 1955                 | Straße (ersetzt)                   | – / 2                              | Jefferson City, Missouri                | 38.586111111111 -92.176388888889  | USA     |
|      | Oscar-Kalpaka-Brücke                                      | Kara-Osta-Kanal                          | 2 × 66,5                         | Fachwerkbrücke            | ?               | 133              | 1908                     | —                    | Straße                             | – / 2                              | Liepāja, Kurland                        | 56.545080555556 21.004552777778   | LVA     |
|      | International Railway Bridge (Black Rock Channel)         | Black Rock Channel                       | (66) 131,5                       | Fachwerkbrücke            | ?               | 131,5            | (1873, 1901) 1911        | —                    | Eisenbahn, Straße                  | 1 / 1                              | Fort Erie, Ontario Buffalo, New York    | 42.931666666667 -78.901888888889  | CAN USA |
|      | Grassy Point Drawbridge                                   | Saint Louis River                        | 131                              | Fachwerkbrücke            | ?               | 506              | 1912                     | —                    | Eisenbahn                          | 1 / –                              | Duluth, Minnesota                       | 46.728166666667 -92.14325         | USA     |
|      | Umpqua River Bridge                                       | Umpqua River                             | 131                              | Fachwerkbrücke            | ML              | 672              | 1936                     | —                    | Straße                             | – / 2                              | Reedsport, Oregon                       | 43.709888888889 -124.10069444444  | USA     |
|      | Verbindingsbrug                                           | Hafen Zeebrügge                          | 130                              | Balkenbrücke              | ?               | 400              | 2022                     | —                    | Straße                             | – / 2                              | Zeebrugge, Provinz Westflandern         | 51.312666666667 3.2106944444444   | BEL     |
|      | Warwariwka-Brücke                                         | Südlicher Bug                            | 129                              | Balkenbrücke              | ?               | 751              | 1964                     | —                    | Straße                             | – / 3                              | Mykolajiw, Oblast Mykolajiw             | 46.984866666667 31.966188888889   | UKR     |
|      | Velserspoorbrug                                           | Nordseekanal                             | 128                              | Fachwerkbrücke            | ?               | 184              | 1905                     | 1957                 | Eisenbahn (abgerissen)             | 2 / –                              | Velsen, Noord-Holland                   | 52.463333333333 4.6530555555556   | NLD     |
|      | Hembrug                                                   | Nordseekanal                             | 128                              | Fachwerkbrücke            | ?               | 264              | (1878) 1907              | 1983                 | Eisenbahn (abgerissen)             | 2 / –                              | Amsterdam, Noord-Holland                | 52.419722222222 4.8277777777778   | NLD     |
|      | Rigolets Pass Bridge                                      | Rigolets                                 | (72) 126                         | Fachwerkbrücke            | ?               | 1388             | (1878, 1903) 1925        | —                    | Eisenbahn                          | 1 / –                              | New Orleans, Louisiana                  | 30.155277777778 -89.630833333333  | USA     |
|      | Chicago Great Western St. Paul Swing Bridge               | Mississippi River                        | 125                              | Fachwerkbrücke            | ?               | 396              | 1885                     | 1913                 | Eisenbahn (ersetzt)                | 1 / –                              | Saint Paul, Minnesota                   | 44.943777777778 -93.087777777778  | USA     |
|      | Penrose Ferry Bridge                                      | Schuylkill River                         | (125) 125                        | Fachwerkbrücke            | RK+ML           | 299              | (1878) 1899              | 1951                 | Straße (ersetzt)                   | – / 2                              | Philadelphia, Pennsylvania              | 39.897972222222 -75.210861111111  | USA     |
|      | Macombs Dam Bridge                                        | Harlem River                             | (64) 124,5                       | Fachwerkbrücke            | RK              | 770              | (1860–1890) 1895         | —                    | Straße                             | – / 4                              | New York City, New York                 | 40.828055555556 -73.933888888889  | USA     |
|      | Cầu Sông Hàn                                              | Sông Hàn                                 | 123                              | Schrägseilbrücke          | ?               | 488              | 2000                     | —                    | Straße                             | – / 2                              | Đà Nẵng, Trung Bộ                       | 16.072277777778 108.22672222222   | VNM     |
|      | Greenbush Bridge                                          | Hudson River                             | 122                              | Fachwerkbrücke            | RK+ML           | 436              | 1882                     | 1933                 | Eisenbahn, Straße (ersetzt)        | 2 / 2                              | Albany, New York                        | 42.643416666667 -73.747833333333  | USA     |
|      | Kentucky and Indiana Terminal Bridge                      | Ohio River                               | (113) 122                        | Fachwerkbrücke            | ML              | 1218             | (1886) 1912              | —                    | Eisenbahn (DB stillgelegt)         | 2 / –                              | Louisville, Kentucky                    | 38.282836111111 -85.801619444444  | USA     |
|      | Fort Pike Bridge                                          | Rigolets                                 | 122                              | Fachwerkbrücke            | RK              | 1182             | 1930                     | 2008                 | Straße (abgerissen)                | – / 2                              | New Orleans, Louisiana                  | 30.172222222222 -89.844444444444  | USA     |
|      | St. Paul Union Pacific Rail Bridge                        | Mississippi River                        | (122) 122                        | Fachwerkbrücke            | ?               | 389              | (1910) 1956              | —                    | Eisenbahn                          | 1 / –                              | Saint Paul, Minnesota                   | 44.918611111111 -93.050833333333  | USA     |
|      | Metrobrücke über das Goldene Horn                         | Goldenes Horn (Türkei)                   | 122                              | Balkenbrücke              | ?               | 919              | 2014                     | —                    | Eisenbahn                          | 2 / –                              | Istanbul                                | 41.022777777778 28.966666666667   | TUR     |
|      | Lemont Railroad Bridge                                    | Chicago Sanitary and Ship Canal          | 121,5                            | Fachwerkbrücke            | ?               | 121,5            | 1898                     | —                    | Eisenbahn                          | 2 / –                              | Chicago, Illinois                       | 41.679222222222 -87.999888888889  | USA     |
|      | Sault Ste. Marie International Railway Bridge (Südseite)  | Saint Marys River (Huronsee)             | 121                              | Fachwerkbrücke            | RK              | ca. 1700         | 1887                     | 1959                 | Eisenbahn (DB ersetzt)             | 1 / –                              | Sault Ste. Marie, Michigan              | 46.502388888889 -84.363833333333  | CAN USA |
|      | Sault Ste. Marie International Railway Bridge (Nordseite) | Sault Ste. Marie Canal                   | ca. 120                          | Fachwerkbrücke            | RK              | ca. 1700         | (1887) 1895              | —                    | Eisenbahn                          | 1 / –                              | Sault Ste. Marie, Ontario               | 46.51325 -84.359583333333         | CAN USA |
|      | I Street Bridge                                           | Sacramento River                         | (ca. 60) 120                     | Fachwerkbrücke            | ML              | 260              | (1857–1895) 1911         | —                    | Eisenbahn, Straße                  | 2 / 2                              | Sacramento, Kalifornien                 | 38.586388888889 -121.50694444444  | USA     |
|      | Frederick Douglass Memorial Bridge                        | Anacostia River                          | ca. 120                          | Balkenbrücke              | ?               | 478              | 1950                     | 2021                 | Straße (ersetzt)                   | – / 5                              | Washington, D.C.                        | 38.868805555556 -77.005194444444  | USA     |
|      | Samuel Beckett Bridge                                     | Liffey                                   | 120                              | Schrägseilbrücke          | ?               | 120              | 2009                     | —                    | Straße                             | – / 4                              | Dublin, Leinster                        | 53.347 -6.2413055555556           | IRL     |
|      | Park Avenue Bridge                                        | Harlem River                             | 118,5                            | Fachwerkbrücke            | RK              | 215              | (1841, 1867) 1897        | 1956                 | Eisenbahn (ersetzt)                | 4 / –                              | New York City, New York                 | 40.811138888889 -73.933330555556  | USA     |
|      | New Westminster Railway Bridge                            | Fraser River                             | 116                              | Fachwerkbrücke            | RK              | 543              | 1904                     | —                    | Eisenbahn (Straße)                 | 1 /(2)                             | New Westminster, British Columbia       | 49.208166666667 -122.89419444444  | CAN     |
|      | Keokuk Municipal Bridge                                   | Mississippi River                        | (116) 116                        | Fachwerkbrücke            | RK              | 669              | (1871) 1916              | —                    | Eisenbahn (Straße)                 | 1 /(2)                             | Keokuk, Iowa                            | 40.391111111111 -91.373333333333  | USA     |
|      | Sault Canal Emergency Swing Dam                           | Sault Ste. Marie Canal                   | 114                              | Fachwerkbrücke            | RK              | 114              | 1898                     | —                    | Segmentwehr                        | N/A                                | Sault Ste. Marie, Ontario               | 46.51325 -84.359583333333         | CAN     |
|      | Burlington Canal Rail Bridge                              | Burlington Canal                         | (114) 114                        | Fachwerkbrücke            | ?               | 114              | (1877) 1903              | 1962                 | Eisenbahn (ersetzt)                | 1 / –                              | Hamilton, Ontario                       | 43.299111111111 -79.795305555556  | CAN     |
|      | Harlem Avenue Railroad Bridge                             | Chicago Sanitary and Ship Canal          | 113,5                            | Fachwerkbrücke            | RK              | 113,5            | 1899                     | —                    | Eisenbahn                          | 2 / –                              | Cook County, Illinois                   | 41.8055 -87.787805555556          | USA     |
|      | Cincinnati Southern Bridge                                | Ohio River                               | 113                              | Fachwerkbrücke            | ?               | 988              | 1870                     | 1922                 | Eisenbahn (ersetzt)                | 1 / –                              | Cincinnati, Ohio                        | 39.098027777778 -84.542055555556  | USA     |
|      | Pont de Caronte                                           | Canal de Caronte                         | 113                              | Fachwerkbrücke            | RK              | 943              | 1915 (1954)              | —                    | Eisenbahn                          | 2 / –                              | Martigues, Département Bouches-du-Rhône | 43.4025 5.0244444444444           | FRA     |
|      | Little Current Swing Bridge                               | North Channel (Huronsee)                 | 112                              | Fachwerkbrücke            | ML              | 173              | 1913                     | —                    | Eisenbahn → Straße                 | 1→1                                | Manitoulin, Ontario                     | 45.980277777778 -81.913888888889  | CAN     |
|      | Nordschleusenbrücke                                       | Verbindungskanal Wendebecken–Kaiserhäfen | 112                              | Fachwerkbrücke            | ?               | 112              | 1931                     | 2021                 | Eisenbahn, Straße (abgerissen)     | 2 / 2                              | Häfen, Bremen                           | 53.571638888889 8.55325           | DEU     |
|      | BNSF Swinomish Channel Bridge                             | Swinomish Channel                        | (98) 112                         | Fachwerkbrücke            | ?               | ca. 240          | (1891) 1953              | —                    | Eisenbahn                          | 1 / –                              | Anacortes, Washington                   | 48.458361111111 -122.51536111111  | USA     |
|      | Frisco Arkansas River Bridge                              | Arkansas River                           | (111,5) 111,5                    | Fachwerkbrücke            | ?               | (548) 548 (655)  | (1886) 1914 (1943)       | —                    | Eisenbahn                          | 1 / –                              | Van Buren, Arkansas                     | 35.43325 -94.364305555556         | USA     |
|      | Bridgeport Swing Span Bridge                              | Willamette River                         | 111                              | Fachwerkbrücke            | RK              | 210              | 1892                     | 1981                 | Eisenbahn (DB ersetzt)             | 1 / –                              | Bridgeport, Alabama                     | 34.956083333333 -85.694388888889  | USA     |
|      | Government Bridge                                         | Mississippi River                        | (111) 111                        | Fachwerkbrücke            | RK              | 564              | (1872) 1896              | —                    | Eisenbahn, Straße                  | 2 / 2                              | Davenport, Iowa                         | 41.519166666667 -90.566944444444  | USA     |
|      | Sabula Rail Bridge                                        | Mississippi River                        | (110) 111                        | Fachwerkbrücke            | RK              | 582              | (1881) 1906              | —                    | Eisenbahn                          | 1 / –                              | Sabula, Iowa                            | 42.064194444444 -90.165944444444  | USA     |
|      | Kincardine Bridge                                         | Firth of Forth                           | 111                              | Fachwerkbrücke            | ?               | 822              | 1936                     | —                    | Straße                             | – / 2                              | Kincardine, Schottland                  | 56.065138888889 -3.7272777777778  | GBR     |
|      | Third Avenue Bridge (New York City)                       | Harlem River                             | (91) 111                         | Fachwerkbrücke            | RK              | 853              | (1898) 2004              | —                    | Straße                             | – / 5                              | New York City, New York                 | 40.807611111111 -73.9325          | USA     |
|      | Iowa Central Railroad Bridge                              | Mississippi River                        | 110                              | Fachwerkbrücke            | ?               | 1143             | 1886                     | 1910                 | Eisenbahn (ersetzt)                | 1 / –                              | Keithsburg, Illinois                    | 41.10475 -90.952722222222         | USA     |
|      | Winona Swing Bridge                                       | Mississippi River                        | 110                              | Fachwerkbrücke            | ?               | 1216             | 1872 (1898)              | 1977                 | Eisenbahn (abgerissen)             | 1 / –                              | Winona, Minnesota                       | 44.062 -91.635944444444           | USA     |
|      | Dubuque Rail Bridge                                       | Mississippi River                        | (110) 110                        | Fachwerkbrücke            | ?               | 384              | (1868) 1893 (1899)       | —                    | Eisenbahn                          | 1 / –                              | Dubuque, Iowa                           | 42.498611111111 -90.650277777778  | USA     |
|      | Quincy Rail Bridge                                        | Mississippi River                        | (110) 110                        | Fachwerkbrücke            | ?               | 972              | (1868) 1899 (1960)       | —                    | Eisenbahn, Straße                  | 1 / 2                              | Quincy, Illinois                        | 39.941666666667 -91.430833333333  | USA     |
|      | Atchison Swing Bridge                                     | Missouri River                           | (111) 110                        | Fachwerkbrücke            | ?               | 358              | (1875) 1901              | —                    | Eisenbahn                          | 1 / –                              | Atchison, Kansas                        | 39.560166666667 -95.112944444444  | USA     |
|      | La Crosse Rail Bridge                                     | Mississippi River                        | (111) 110                        | Fachwerkbrücke            | ?               | 322              | (1876) 1902              | —                    | Eisenbahn                          | 1 / –                              | La Crosse, Wisconsin                    | 43.833194444444 -91.281305555556  | USA     |
|      | Victory Bridge (New Jersey)                               | Raritan River                            | 110                              | Fachwerkbrücke            | ML              | 906              | 1926                     | 2004                 | Straße (ersetzt)                   | – / 2                              | Perth Amboy, New Jersey                 | 40.507777777778 -74.291944444444  | USA     |
|      | Jibboom Street Bridge                                     | American River                           | 110                              | Fachwerkbrücke            | ?               | 292              | 1931                     | —                    | Straße                             | – / 2                              | Sacramento, Kalifornien                 | 38.599722222222 -121.50619444444  | USA     |
|      | Burlington Rail Bridge                                    | Mississippi River                        | (110) 109                        | Fachwerkbrücke            | RK              | 654              | (1868) 1893              | 2012                 | Eisenbahn (DB ersetzt)             | 2 / –                              | Burlington, Iowa                        | 40.798555555556 -91.092055555556  | USA     |
|      | International Railway Bridge (Niagara River)              | Niagara River                            | (109) 109                        | Fachwerkbrücke            | RK              | 600              | (1873) 1901              | —                    | Eisenbahn                          | 1 / –                              | Fort Erie, Ontario Buffalo, New York    | 42.928888888889 -78.91            | CAN USA |
|      | Riparia Bridge                                            | Snake River                              | 107                              | Fachwerkbrücke            | ML              | 305              | 1889                     | 1969                 | Eisenbahn (abgerissen)             | 1 / –                              | Whitman und Columbia County, Washington | 46.575222222222 -118.09011111111  | USA     |
|      | Lower Maumee River Bridge                                 | Maumee River                             | 107                              | Fachwerkbrücke            | ?               | 431              | 1903                     | —                    | Eisenbahn                          | 2 / –                              | Toledo, Ohio                            | 41.683666666667 -83.482777777778  | USA     |
|      | Willis Avenue Bridge                                      | Harlem River                             | (93) 107                         | Fachwerkbrücke            | ML (c)          | 979              | (1901) 2010              | —                    | Straße                             | – / 4                              | New York City, New York                 | 40.803777777778 -73.929333333333  | USA     |
|      | Ainsworth Snake River Bridge                              | Snake River                              | 105,5                            | Fachwerkbrücke            | ML              | 469              | 1884                     | 1954 (1971)          | Eisenbahn (DB ersetzt)             | 1 / –                              | Pasco, Washington                       | 46.207083333333 -119.02936111111  | USA     |
|      | Wheeling and Lake Erie Railroad Bridge                    | Maumee River                             | 105                              | Fachwerkbrücke            | RK+ML           | 401              | 1897                     | —                    | Eisenbahn                          | 1 / –                              | Toledo, Ohio                            | 41.675 -83.490305555556           | USA     |
|      | Steel Bridge                                              | Willamette River                         | 104                              | Fachwerkbrücke            | RK              | 340              | 1889                     | 1912                 | Eisenbahn, Straße (ersetzt)        | 1 / 2                              | Portland, Oregon                        | 45.527694444444 -122.66769444444  | USA     |
|      | Wayne County Bridge                                       | Trenton Channel des Detroit River        | (104) 104                        | Fachwerkbrücke            | ML              | 312              | (1873) 1932              | —                    | (Eisenbahn) Straße                 | – / 2                              | Wayne County, Michigan                  | 42.127555555556 -83.175333333333  | USA     |
|      | Puente de la Mujer                                        | Hafenbecken Dique 3                      | 103                              | Schrägseilbrücke          | ?               | 170              | 2001                     | —                    | Fußgänger                          | N/A                                | Buenos Aires                            | -34.608055555556 -58.365          | ARG     |
|      | Cicero Avenue Railroad Bridge                             | Chicago Sanitary and Ship Canal          | 102                              | Fachwerkbrücke            | RK              | 102              | 1900                     | —                    | Eisenbahn                          | 2 / –                              | Chicago, Illinois                       | 41.820861111111 -87.738666666667  | USA     |
|      | Oregon Slough Railroad Bridge                             | North Portland Harbor                    | 101,5                            | Fachwerkbrücke            | ?               | 468              | 1908                     | —                    | Eisenbahn                          | 2 / –                              | Portland, Oregon                        | 45.61425 -122.70230555556         | USA     |
|      | Raritan Bay Drawbridge                                    | Raritan River                            | (144) 101                        | Fachwerkbrücke            | ML              | 990              | (1875) 1908              | —                    | Eisenbahn                          | 2 / –                              | Perth Amboy, New Jersey                 | 40.496 -74.281                    | USA     |